# Антоненко Борис Іванович
Антоненко Борис Іванович (27 грудня 1927, смт Верхній Нагольчик, Луганська область) — бандурист і кобзар.

## Біографія
Ще в дитинстві Борис Антоненко втратив зір. А в часи 2-ї світової війни переїхав з батьками до Узбекистану. Закінчив тамтешнє Ташкентське музичне училище ім. Глієра (1952; клас баяну), а потім ще й Педагогічний інститут Нізамі (в 1969 році; факультет музики і співу). Працював артистом концертних бригад Узбекистану, вів гуртки в системі Товариства сліпих.
В 1977 році Борис Антоненко повернувся до Києва. В 1978 році він навчався гри на бандурі у кобзаря П. Супруна і з цього часу кобзарює. В його репертуарі — українські народні пісні, твори кобзарів та сучасних композиторів.
Член Національної спілки кобзарів України (Київська секція).

## Творчість
Відомі музичні твори:
- «Ой, плакала Україна» (на слова кобзаря П. Носача);
- «Стоїть в селі Суботові» (на слова Т. Шевченка);
- «Любіть Україну» (на слова В. Сосюри);
- «Сини України» (на слова М. Малявки).